# اضافه استعاری
اضافه استعاری یکی از آرایه‌های ادبی و از موضوعات علم بیان، و از صور خیال است. اضافه استعاری یکی از انواع استعاره مکنیه است.

در بیت زیر
| تا نگرید طفل کی جوشد لبن؟ |  | تا نگرید ابر کی خندد چمن؟ |

«گریستن برای ابر» و «خندیدن چمن» استعاره مکنیه هستند، زیرا ابر به یک انسان غمگین تشبیه شده که گریه از خصوصیات اوست. همچنین، چمن به انسان شاد تشبیه شده که خنده از ویژگی‌های اوست. وقتی از دو ترکیب «گریه ابر» و «خنده چمن» استفاده می‌کنیم، می‌دانیم که رابطه واقعی بین گریه و ابر و همچنین، خنده و چمن وجود ندارد، اما مضاف و مضاف‌الیه بودن آن‌ها یک رابطه ساخته است که مجازی و غیرواقعی است. در واقع، رابطه واقعی گریه با انسان غمگین و ارتباط واقعی خنده با انسان شاد است.